# Selma (Kalifornien)
Selma ist eine US-amerikanische Stadt im Fresno County im US-Bundesstaat Kalifornien. Sie hat etwa 21.700 Einwohner (Stand: 2004). Das Stadtgebiet hat eine Größe von 11,2 km².
Selma hat eine Städtepartnerschaft mit Manly in Australien.

## Söhne und Töchter der Stadt
- Matt Garza (* 1983), Baseballspieler